# 昂特伊 (科多尔省)
昂特伊（法語：Antheuil，法語發音：[ɑ̃tœj]）是法国科多尔省的一个市镇，位于该省西南部，属于博讷区。

## 地理
昂特伊（47°10'21"N, 4°44'45"E）面积10.28 平方千米，位于法国勃艮第-弗朗什-孔泰大區科多尔省，该省份为法国中东部省份，北起奥布省，西接涅夫勒省和约讷省，南至索恩-卢瓦尔省，东南接汝拉省，东临上索恩省，东北部与上马恩省接壤。
与昂特伊接壤的市镇（或旧市镇、城区）包括：圣让德伯夫、欧拜讷、乌什河畔沃韦、布扬、代坦和布吕昂。

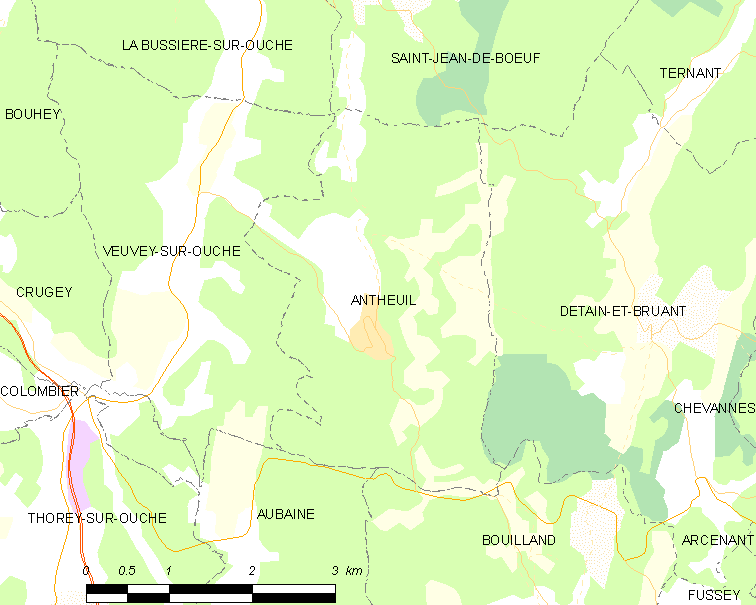
的OSM定位图

昂特伊的时区为UTC+01:00、UTC+02:00（夏令时）。

## 行政
昂特伊的邮政编码为21360，INSEE市镇编码为21014。

## 政治
昂特伊所属的省级选区为阿尔奈勒迪克县。

## 人口

1962-2008年间人口变化图示

昂特伊于2022年1月1日时的人口数量为62人。